# اکستریم رولز (۲۰۱۶)
اکستریم رولز(به انگلیسی: Extreme Rules) یک رویداد غیر رایگان (Pay-Per-View) در کشتی حرفه‌ای است که توسط کمپانی دبلیودبلیوئی تهیه می‌شود و این دوره‌اش هم در ۲۲ می ۲۰۱۶ در مجموعه ورزشی پرودنشال سنتر در شهر نوآرک ایالت نو جرزی برگزار شد. این، هشتمین دوره از اکستریم رولز از زمان آغاز این PPV در سال ۲۰۰۹ بود. بیشتر مسابقات اکستریم رولز همانطور که از نامش پیداست تحت قواعد مسابقات خشونت‌بار(به انگلیسی: Hardcore Rules) برگزار می‌شود.

## زمینه‌سازی
اکستریم رولز شامل مسابقاتی بین دشمنی‌های موجود، ماجراهای پیش آمده و استوری‌هایی خواهد بود که پیش از این در برنامه‌های راو یا اسمک داون پخش شده بود. کشتی‌گیرها با توجه به مسابقات یا سری اتفاقاتی که برایشان رخ می‌دهد و تنش را به حد اکثر می‌رساند، نقش منفی یا قهرمان به خود می‌گیرند.

### کیک اف
در کیک اف مسابقه نه چندان زیبایی بین بارون کوربین و دالف زیگلر برگزار شد و این کوربین بود که برنده مسابقه شد. این مسابقه از طرف منتقدین نمره 2.25از 5 گرفت.

### اوسوها و دکلوب
اوسوها و د کلوب در اولین مسابقه اکستریم رولز با هم مسابقه دادند و این کلوب بود که توانست پیروز شود. این مسابقه از طرف منتقدین نمره 3 از 5 گرفت.

### مسابقه کمربند یو اس
در یکی از قسمت‌های ماندی نایت راو الکساندر روسف در یک بتل رویال توانست با بیرون انداختن زک رایدر بار دیگر پس از چند وقت مدعی کمربند یو اس در اکستریم رولز شود. کالیستو صاحب کمربند در این مسابقه کمی آسیب از ناحیه مچ دست دید که روسف از این وضعیت استفاده کرد و حرکت سابمیشن خود را اجرا کرد و توانست کمربند یو اس را از آن خود کند. این مسابقه از طرف منتقدین نمره 3 از 5 گرفت.

### مسابقه کمربندهای تگ تیم
در پی بک قرار بود یک مسابقه بین وود ویلانز و گروه انزو امور و کالین کسدی برا مدعی شماره یک کمربند تگ تیم برگزار شود که با مصدومیت انزو در این مسابقه وود ویلانز توانستند مدعی شماره یک کمربند تگ تیم شوند. در راو پس از پی بک اعلام شد که این دو در اکستریم رولز بر سر کمربندهای تگ تیم مسابقه خواهند داد. که در این مسابقه د نو دی توانست از کمربندهای خود دفاع کند. این مسابقه از طرف منتقدین نمره 2 از 5 گرفت.

### مسابقه کمربند بین قاره‌ای
در پی بک د میز با دخالت کِوین اونز و سمی زین توانست از کمربند خود دفاع کند. که در یکی از راوها اعلام شد که این چهار نفر یعنی سمی زین / کِوین اونز /آنتونیو سزارو / د میز باید در اکستریم رولز سر کمربند بین قاره‌ای مسابقه دهند . در این مسابقه بسیار زیبا که می‌توان گفت بهترین مسابقه‌ای پی پر ویو بود پس از کلی بالا و پایین پس از ضربه تمام‌کننده زین به سزارو میز از فرصت استفاده کرد و وقتی که زین و اوونز درگیر شدند سزارو را پین کرد و ازکمربندش دفاع کرد. این مسابقه از طرف منتقدین نمره 4.5 از 5 گرفت.

### اولین مسابقه اسایشگاه روانی تاریخ
در پی بک دین امبروز توانست کریس جریکو را شکست دهد. در راو این دو درگیری‌های زیادی داشتند که در اخر امبروز اعلام کرد که او و جریکو یک مسابقه از نوع اسایشگاه روانی در اکستریم رولز خواهد داشت.در این مسابقه خشن و در عین حال کسل‌کننده اتفاق عجیبی افتاد که شاید خیلی‌ها فکر می‌کردند دیگر از این اتفاق‌ها در کشتی کج نمی‌افتد . امبروز از قفس بالا رفت و کیسه پونزها را به رینگ اورد و آن‌ها را روی رینگ ریخت و جریکو را روی آن‌ها کوبید و با انجام حرکت پایانی خود پیروز اولین مسابقه از نوع اسایشگاه روانی شد. این مسابقه از طرف منتقدین نمره 2 از 5 گرفت.

### مسابقه کمربند زنان
در پی بک ناتالیا بدون اینکه تسلیم شود توسط داور این مسابقه چارلز رابینسون بازنده اعلام شد .در شب بعد در راو استفانی اعلام کرد که این دو در اکستریم رولز بر سر کمربند زنان مسابقه خواهند داد. نوع این مسابقه سابمیشن مچ می‌باشد و ریک فلر پدر شارلوت نیز از حضور در کنار رینگ محروم است. در این مچ در حالی که ناتالیا بسیار به پیروزی نزدیک بود ناگهان تم ریک فلر پخش شد و ناتالیا تصور کرد که برنده است اما داور به او اشاره کرد که ریک باید وارد رینگ شود.اما پس از پخش تم ریک این دانا بروک بود که خود را به شکل ریک دراورده بود . پس از کمی درگیری بالاخره ناتالیا تسلیم شارلوت شد.
این مسابقه از طرف منتقدین نمره 2.25 از 5 گرفت.

### مین اونت
در پی بک مسابقه‌ای بین رومن رینز و ای جی استایلز برگزار شد .ای جی استایلز یک ضربه "فنامنال فورآرم" در بیرون رینگ روی میز گزارشگران به رینز زد و با شمارش داور برنده مسابقه شد و در این هنگام بود که تم شین مکمن پخش شد.شین وارد سالن شد و درخواست برگزاری مجدد مسابقه بدون کانت اوت را داد.مسابقه از سر گرفته شد که این بار رینز یک ضربه low blow به‌ای جی زد و داور رینز را دیسکالیفای کرد . در این حین استفانی مکمن وارد سالن شد و درخواست برگزاری مجدد مسابقه بدون دیسکالیفای شد.مسابقه دوباره از سر گرفته شد .رینز با وجود دخالت گالوز و اندرسون وبا کمک اوسوها توانست ای جی استایلز را شکست دهد و از کمربند خود دفاع کند.وینس مکمن در پی بک اعلام کرده بود که استفانی و شین هردو باید با کمک هم راو را کنترل کنند. در بک استیج پی بک وینس شین و استفانی یک ریمچ برای ای جی استایلز با نوع مسابقه اکستریم رولز در این پی پر ویو تدارک دیدند. این مسابقه در مین اونت شو بود. رینز و ای جی استایلز مسابقه زیبایی خلق کردند. .رینز در بیرون رینگ فن اسپیر را به او زد و او را وارد رینگ کرد تا بتواند او را پین کند اما باز مثل همیشه تیم د کلوب وارد و به رینز حرکت تمام‌کننده خود را زدند ولی رینز تسلیم نشد. سپس ای اوسوها بودند که وارد رینگ شدند و دکلوب را از رینگ بیرون انداختند و حرکت تمام‌کننده خود را روی ای جی استایلز انجام دادند اما او تسلیم نشد. در ادمه این مسابقه‌ای جی دو بار فن استایلز کلش را روی رینز اجرا کرد اما نتوانست او را پین کند. ای جی اماده حرکت فنامنال فورارم شد که در هوا رینز آن را به اسپیر تبدیل کرد و توانست او را پین کند و از کمربند خود دفاع کند. در نهایت سث رالینز که مصدومیت شدیدی را تحمل کرده بود وارد شد و به رینز حرکت پدگیری را زد و کمربند را در دست گرفت .این مسابقه از طرف منتقدین نمره 4.5 از 5 گرفت.

## نتایج
| #                                                                                                 | نتایج | نوع مسابقه                                                                                                   | مدت زمان |
| ------------------------------------------------------------------------------------------------- | --- | --- | -------- |
| ۱پ                                                                                                | بارون کوربین پیروز مقابل دالف زیگلر                                                                            | مسابقه بدون سلب صلاحیت                                                                                       | 7:07     |
| ۲                                                                                                 | د کلاب (کارل اندرسن و لوک گالوز) پیرز مقابل د اوسوس (جیمی و جِی اوسو)                                           | مسابقه تگ تیم تورنادو                                                                                        | 8:37     |
| ۳                                                                                                 | روسِف (با همراهی لانا) پیروز مقابل کالیستو (c) با تسلیم                                                         | مسابقه تک نفره برای قهرمانی کمربند ایالات متحده                                                              | 9:31     |
| ۴                                                                                                 | د نو دی (بیگ ای و زیویر وودز) (c) (با همراهی کوفی کینگستون) پیروز مقابل د وودویلنز (ایدن اینگلیش و سایمون گاچ) | مسابقه تگ تیم برای کمربندهای تگ تیم                                                                          | 6:20     |
| ۵                                                                                                 | د میز (c) (با همراهی ماریس) پیروز مقابل کِوین اُوِنز مقابل سِزارو مقابل سمی زین                                    | مسابقه مرگبار چهارجانبه برای کمربند دبلیودبلیوئی قهرمانی بین قاره‌ای                                          | 18:18    |
| ۶                                                                                                 | دین امبروز پیروز مقابل کریس جریکو                                                                              | مسابقه آسایشگاه روانی                                                                                        | 26:21    |
| ۷                                                                                                 | شارلوت (c) پیروز مقابل ناتالیا                                                                                 | مسابقه سابمیشِن برای قهرمانی کمربند زنان; اگر ریک فلر وارد شده و دخالت می‌کرد، شارلوت کمربندش را از دست می‌داد. | 9:30     |
| ۸                                                                                                 | رومن رینز (c) پیروز مقابل ای جی استایلز                                                                        | مسابقه اکستریم رولز برای قهرمانی کمربند دبلیودبلیوئی سنگین‌وزن جهان                                           | 22:12    |
| - (c) – نشان‌دهنده قهرمان(هایی) است که به میدان می‌روند - پ – نشان‌دهنده این است که مسابقه در پری–شو | | |          |